# Битва при Сантьяго-де-Куба
19°57′36″ пн. ш. 75°52′30″ зх. д. / 19.96° пн. ш. 75.875° зх. д.

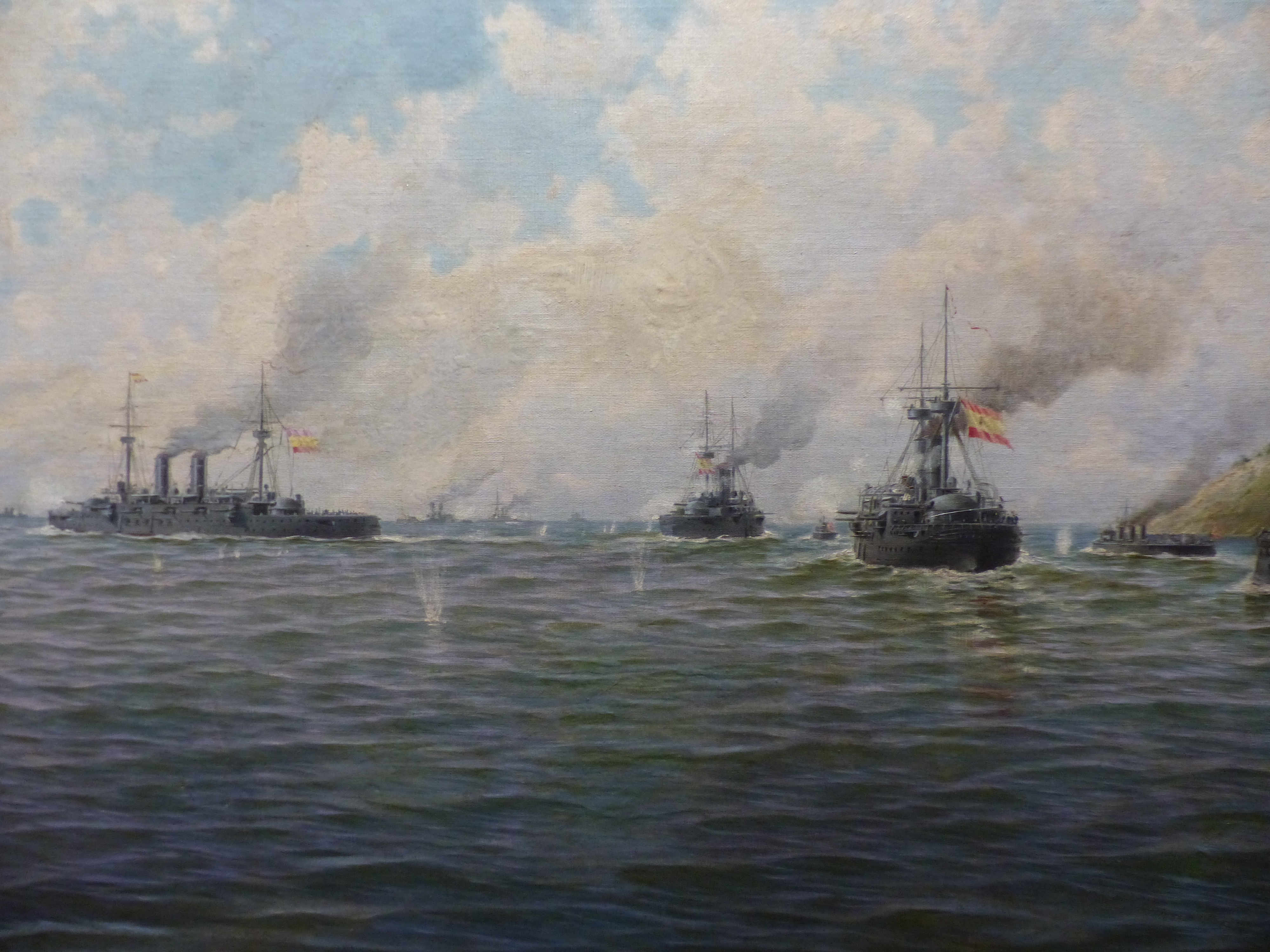
Епізод битви при Сантяго-де-Куба на картині іспанського художника

Битва при Сантьяго-де-Куба була вирішальним морським зіткненням, яке відбулося 3 липня 1898 року між американським флотом, очолюваним Вільямом Т. Семпсоном і Вінфілдом Скоттом Шлеем, проти іспанського флоту під проводом Паскуаля Сервера-і-Топете, яке відбулося під час Іспанської – Американської війни. Значно більш потужна ескадра ВМС США, що складалася з чотирьох лінійних кораблів і двох броньованих крейсерів, завдала рішучої поразки слабшій ескадрі Королівського флоту Іспанії, яка складалася з чотирьох броньованих крейсерів і двох великих міноносців. Усі іспанські кораблі були потоплені, але жоден американський корабель не був втрачений. Нищівна поразка закріпила перемогу Америки на кубинському театрі бойових дій і у війні у цілому, забезпечивши незалежність Куби від іспанського панування.

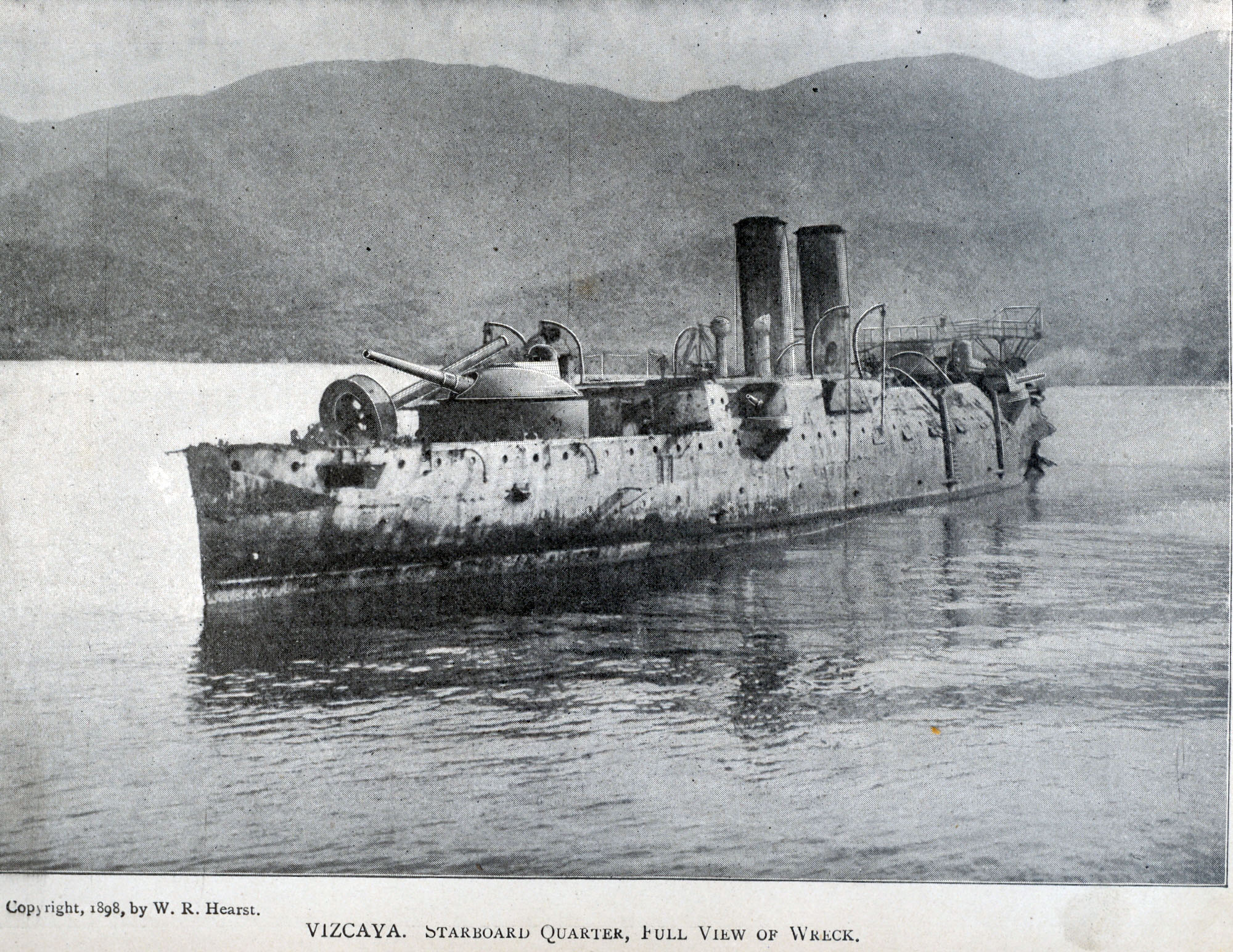
Корпус розбитого іспанського крейсера «Біскайо» після битви

Всього американці врятували з води 1889 іспанських моряків, серед яких був і Сервера. До полонених іспанців американці ставилися з повагою та турботою, а Сервера заслужив повагу американських офіцерів за свою гідну поведінку під час і після бою. Хоча битва забезпечила успіх американської кампанії на Кубі, незабаром між Семпсоном і Шлея виникла напруженість, коли різні групи у ВМС США та широкій громадськісті обговорювали, який адмірал зробив найбільший внесок у перемогу. Суперечку припинило лише втручання Теодора Рузвельта. Битва залишається однією з найбільш значущих у морській історії США.